# Albany (Australia)
Albany (pronuncia [ˈæɫbənᵊi]) è una città localizzata nella costa meridionale dell'Australia Occidentale, 408 km a sud-est di Perth. Fondata nel 1826, al censimento del 2016 possedeva una popolazione di 29.373 abitanti.

## Geografia fisica

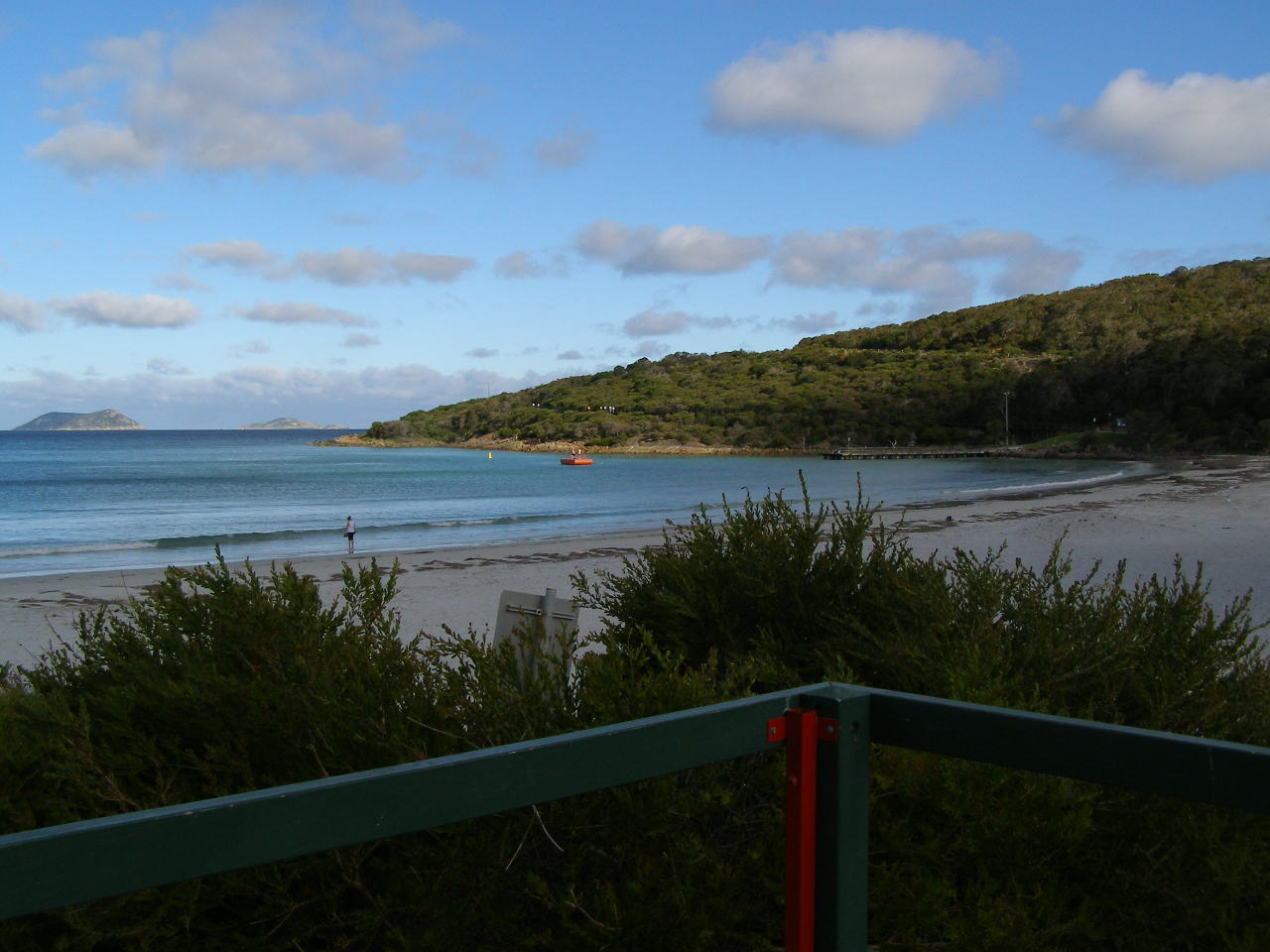
La spiaggia di Middleton Beach.

Il centro della città di Albany è situata tra le colline del Mount Melville e del Mount Clarence e guarda verso il porto di Princess Royal Harbour. Albany è circondata da molte spiagge, tra le quali Middleton Beach, la più vicina al centro della città. Altre spiagge sono Frenchman's Bay e Muttonbird Island.
Albany si trotva 408 chilometri (254 miglia) a sud-sud-est della capitale dello Stato Perth, alla quale è collegata dalla Albany Highway e dalla Highway 1 (meno diretta, ma più panoramica).